# Anguillule des céréales et des bulbes
Ditylenchus dipsaci
Espèce
L’Anguillule des céréales et des bulbes (Ditylenchus dipsaci) est une espèce de nématodes (vers ronds) de la famille des Anguinidae, très commun en Europe.

## Répartition
Ditylenchus dipsaci est présent, sous la forme de races biologiques très diversifiées, dans la plupart des régions tempérées du monde, notamment en Europe, dans le bassin méditerranéen, en Amérique du Nord et du Sud, en Afrique du Nord et en Afrique australe, ainsi qu'en Asie et en Océanie, mais ne se rencontre pas généralement dans les régions tropicales.

## Description
Ce ver rond mesure de 1 à 2 mm de long.

## Comportement
Il peut persister dans le sol à l’état de vie ralentie pendant plusieurs années (10 ans ?), et peut également survivre au dessèchement pendant longtemps. Des scientifiques ont pu mettre en évidence que cette espèce a pu survivre pendant vingt ans dans une masse d'ouate de coton sèche.
Les hôtes sont plus d’un millier de plantes, mais principalement :
- des graminées (avoine, seigle, maïs) ;
- des liliacées (oignon, ail, poireau) ;
- des légumineuses (luzerne, haricot, petit pois, trèfle) ;
- des Solanacées (pomme de terre, tabac) ;
- des crucifères (chou, navet, moutarde) ;
- des moracées (chanvre, houblon).

## Dégâts
Ditylenchus dipsaci est l'un des nématodes parasites des plantes parmi les plus dévastateurs.
En cas d'infestation par Ditylenchus dipsaci, les cultures peuvent être détruites de 60 à 80 %.
Les conditions environnementales favorables au développement de Ditylenchus dipsaci sont une température comprise entre 15 et 20 °C et une humidité suffisante pour permettre ses mouvements.

## Classification
Le nom valide complet (avec auteur) de ce taxon est Ditylenchus dipsaci (Kühn, 1857) Filipiev, 1936.
L'espèce a été initialement classée dans le genre Anguillula sous le protonyme Anguillula dipsaci Kühn, 1857.

### Noms vernaculaires
Ce taxon porte en français les noms vernaculaires ou normalisés suivants : 
- Anguillule des céréales et des bulbes[6],[5],[7],[8]
- Nématode des tiges et bulbes[7]
- Anguillule commune des tiges[8],
- Avoine poireautée[8],
- Nématode des bulbes[8],
- Nématode des tiges[8]
- Seigle oignonné[8].

### Synonymes
Ditylenchus dipsaci a pour synonymes :
- Anguillula devastatrix Kühn, 1868
- Anguillula dipsaci (Kühn) Gerv. et. v. Ben., 1859
- Anguillula dipsaci Kuhn, 1857[5]
- Anguillula putrefaciens Kühn, 1877
- Anguillula secale Nitschke, 1868
- Ditylenchus fragariae Kirianova, 1951
- Ditylenchus galeopsidis Teploukhova, 1970[5]
- Ditylenchus phloxidis Kirianova, 1951
- Ditylenchus sonchophila Kirjanova, 1970[5]
- Tylenchus alii Beijerinck, 1883
- Tylenchus devastatrix Ritzema Bos, 1888
- Tylenchus dipsaci (Kühn) Bastian, 1865
- Tylenchus havensteini Kühn, 1881
- Tylenchus hyacinthi Prillieux, 1881